# Jhang
Jhang (en ourdou : جهنگ) est une ville pakistanaise, située dans le centre de la province du Pendjab. Fondée en 1288, elle a été soumise à diverses dominations au fil des siècles. Elle a joué un rôle dans le mouvement d’indépendance du pays, malgré une forte minorité hindoue présente à l'époque.
Aujourd'hui capitale du district de Jhang, elle compte plus de 600 000 habitants en 2023, ce qui en fait la 14e plus importante ville du pays. Elle est notamment réputée pour son industrie textile.

## Histoire

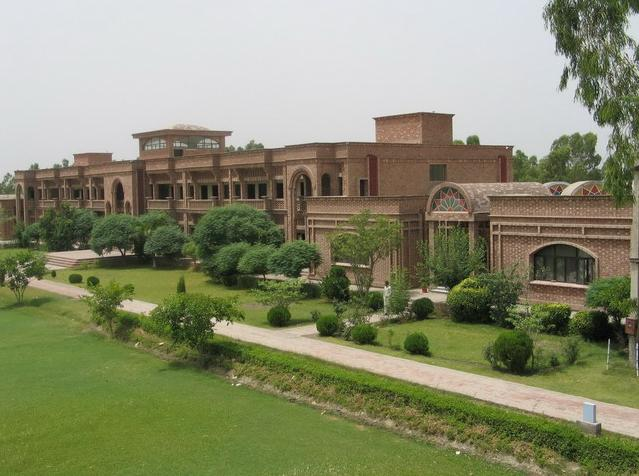
Université Chenab de Jhang.

La ville a été fondée en 1288, mais ensuite détruite, elle est refondée sous le règne de Aurangzeb durant l'époque de l'Empire moghol au XVIIe siècle. Au cours du XVIIIe siècle, la ville est située dans l'Empire Durrani, puis passe ensuite sous la domination de l'Empire sikh en 1805, avant de finalement tomber sous la domination britannique en 1849, sous laquelle la ville est jumelée à sa voisine Maghiana.
Avant l'indépendance, Jhang a été un fief du mouvement pakistanais pour l'indépendance et de la Ligue musulmane. Lors de la partition des Indes en 1947, les minorités hindoue et sikh ont émigré en Inde, alors qu'à l'inverse des musulmans ont traversé la frontière pour s'installer dans la ville.

## Démographie
Selon le recensement de 1901, la ville contenait 24 381 habitants, dont une légère majorité d'hindoue. Connaissant une forte croissante, sa population a été multipliée par près de douze en presque un siècle. La population de la ville a été multipliée par plus de deux entre 1972 et 1998, passant de 131 843 habitants à 292 214 en 1998. En 2017, le recensement évalue la population à 414 131 habitants, soit une croissance annuelle de 1,8 % depuis 1998, inférieure à la moyenne nationale de 2,4 %,. Avec le  recensement de 2023, elle devient la 14e plus grande ville du pays, et la neuvième au niveau de la province du Pendjab.
Le pendjabi est parlée par 82 % des habitants de la ville en 2023, mais présente un dialecte particulier de cette langue, le jhangvi. Près de 17 % parlent ourdou.
La population est largement de religion musulmane sunnite, mais présente une importe minorité chiite. On y trouve également une toute petite minorité chrétienne de moins de 1 % environ, soit presque 4 000 fidèles.
|            | 1901 (rec.) | 1972 (rec.) | 1981 (rec.) | 1998 (rec.) | 2017 (rec.) | 2023 (rec.) |
| ---------- | ----------- | ----------- | ----------- | ----------- | ----------- | ----------- |
| Population | 24 381      | 131 843     | 195 558     | 292 214     | 414 131     | 606 533     |

## Économie et éducation
La ville est surtout réputée pour son industrie textile. À ce titre, la ville peut exporter ses productions grâce à sa position centrale au sein du réseau de chemin de fer, qui descend jusqu'au principal port d’exportation, Karachi. 
La ville compte un campus du Lahore College for Women University, ainsi qu'une université de sciences animales et vétérinaires.

## Personnalités
- Raghu Rai, né en 1942 à Jhang, photographe indien.
- Abdus Salam, né en 1926 à Jhang, physicien pakistanais et Prix Nobel de physique en 1979.